# 999人美女
『999人美女』（999にんびじょ）は、TOKYO-MXで2014年8月 - 2015年3月まで放送されていた、業界初の「美女が美女を探す、美女キュレーション番組」。
毎週月曜22時30分—23時00分放送。

## 放送リスト
| 回 | 放送日         | 企画                                                               | 出演者                     | スタンバイ美女                                                                           |
| -- | -------------- | ------------------------------------------------------------------ | -------------------------- | ---------------------------------------------------------------------------------------- |
| 1  | 2014年08月04日 | スタンバイ美女を探せ in 自由が丘（前編）                           | 橋本マナミ 竹内渉          | 小山ひかる「踊れる美女」                                                                 |
| 2  | 2014年08月11日 | スタンバイ美女を探せ in 自由が丘（後編）                           | 橋本マナミ 竹内渉          | 山賀琴子「親がお金持ち美女」 ケルク・ハナ「空手美女」                                    |
| 3  | 2014年08月18日 | スタンバイ美女を探せ in 由比ヶ浜 編                                | マギー 水沢アリー          | 上村好「はんなり美女」 堀尾実咲「クラシックバレエ美女」 二宮夏稀「やきとり美女」         |
| 4  | 2014年08月25日 | スタンバイ美女を探せ in 原宿（前編）                               | 矢吹春奈 竹内渉            | 福塚愛「ランウェイ美女」                                                                 |
| 5  | 2014年09月01日 | スタンバイ美女を探せ in 原宿（後編）                               | 矢吹春奈 竹内渉            | 眞木美咲パメラ「耳がちっちゃい美女」                                                     |
| 6  | 2014年09月08日 | スタンバイ美女を探せ in ZUSHI FES（前編）                          | 高田秋 ケリーアン          | 長谷川あや「訳あり物件美女」                                                             |
| 7  | 2014年09月15日 | スタンバイ美女を探せ in ZUSHI FES（後編）                          | 高田秋 ケリーアン          | 古賀あかね「胃下垂美女」 雪子「もみもみ美女」 十枝梨菜「ラウンドガール美女」             |
| 8  | 2014年09月22日 | スタンバイ美女を探せ in 代官山（前編）                             | 橋本マナミ 竹内渉          | 石川マリー「歌手美女」                                                                   |
| 9  | 2014年09月29日 | スタンバイ美女を探せ in 代官山（後編）                             | 橋本マナミ 竹内渉          | 真優川咲「ヨガ美女」 長谷川瑞希「忍者美女」                                              |
| 10 | 2014年10月06日 | 東京ガールズコレクション 教えてあなたの美女仲間                    | シリフリ                   | ※TGC出演モデル マギー、小松菜奈、松井愛莉、竹内渉 高橋メアリージュン、高田秋、ケリーアン |
| 11 | 2014年10月13日 | 美女仲間おまけ スタンバイ美女を探せ in TGC（その1）                | シリフリ 河西里音 阿井莉沙 |                                                                                          |
| 12 | 2014年10月20日 | スタンバイ美女を探せ in TGC（その2）                               | 河西里音 阿井莉沙          | 加賀彩美「元アイドル美女」                                                               |
| 13 | 2014年10月27日 | スタンバイ美女を探せ in TGC（その3）                               | 河西里音 阿井莉沙          | クラッセン瑠里香「宇宙人美女」 田中麻美「新米モデル美女」 金子栞「元アイドル美女」       |
| 14 | 2014年11月03日 | スタンバイ美女を探せ in 池袋（前編）                               | 矢吹春奈 竹内渉            | 河内京子「ギャル先生美女」 志村陽香「ベストボディ美女」                                  |
| 15 | 2014年11月10日 | スタンバイ美女を探せ in 池袋（後編）                               | 矢吹春奈 竹内渉            | 鳥山優理子「すぐ付き合っちゃう美女」                                                     |
| 16 | 2014年11月17日 | 美女１００人突破記念 もう一度会いたい美女 ランキング               |                            |                                                                                          |
| 17 | 2014年11月24日 | スタンバイ美女を探せ in 六本木ハロウィン（前編）                   | 高田秋 ケリーアン          |                                                                                          |
| 18 | 2014年12月1日  | スタンバイ美女を探せ in 六本木ハロウィン（後編）                   | 高田秋 ケリーアン          |                                                                                          |
| 19 | 2014年12月8日  | スタンバイ美女を探せ in 早稲田祭（前編）                           | 尾崎ナナ 高橋ユウ          |                                                                                          |
| 20 | 2014年12月15日 | スタンバイ美女を探せ in 早稲田祭（後編）                           | 尾崎ナナ 高橋ユウ          |                                                                                          |
| 21 | 2014年12月22日 | スタンバイ美女を探せ in 日本武道館 編                              | 竹内渉 南伊                |                                                                                          |
| 22 | 2014年12月29日 | スタンバイ美女を探せ in グアム（前編）                             | 竹内渉 伴杏里              |                                                                                          |
| 23 | 2015年1月5日   | スタンバイ美女を探せ in グアム（後編）                             | 竹内渉 伴杏里              |                                                                                          |
| 24 | 2015年1月12日  | スタンバイ美女を探せ in Block Bライブ会場 編                       | 竹内渉 阿井莉沙            |                                                                                          |
| 25 | 2015年1月19日  | スタンバイ美女を探せ in 新宿三丁目（前編）                         | 竹内渉 吉木りさ            |                                                                                          |
| 26 | 2015年1月26日  | スタンバイ美女を探せ in 新宿三丁目（後編）                         | 竹内渉 吉木りさ            |                                                                                          |
| 27 | 2015年2月2日   | 社内マドンナ総選挙 in PEACH JOHN（前編）                           | マギー 水沢アリー          | 伊吹ライラ「オーラ全開マドンナ」                                                         |
| 28 | 2015年2月9日   | 社内マドンナ総選挙 in PEACH JOHN（後編）                           | マギー 水沢アリー          | 小山麻友「トレンドリーダーマドンナ」 秋元舞「クールなキレキレマドンナ」                  |
| 29 | 2015年2月16日  | ダンシングクィーン in MYNAMEライブ会場編                           | 竹内渉 阿井莉沙            | SAYNAME（ダンスユニット）                                                                |
| 30 | 2015年2月23日  | スタンバイ美女を探せ REMIX スペシャル in 代官山編                  | 橋本マナミ 竹内渉          |                                                                                          |
| 31 | 2015年3月2日   | スタンバイ美女を探せ REMIX スペシャル in TGC編                     | 河西里音 阿井莉沙          |                                                                                          |
| 32 | 2015年3月9日   | スタンバイ美女を探せ REMIX スペシャル in Block B&MYNAME編          | 河西里音 阿井莉沙          |                                                                                          |
| 33 | 2015年3月16日  | スタンバイ美女を探せ REMIX スペシャル in 美女が集まる美味しい店 編 | 渡辺舞                     |                                                                                          |
| 34 | 2015年3月23日  | スタンバイ美女を探せ REMIX スペシャル in 池袋 編                   | 矢吹春奈 竹内渉            |                                                                                          |

## スタッフ
- 企画：吉田憲一郎、鈴木相栄、新谷拓也、岩崎貴史
- ナレーター：井上麻里奈、今立進
- 構成：竹村武司、宇野コーヘー、川野将一、宮森亮、佐藤慎司
- TP：岸賢俊
- EED：捧信人
- MA：村田祐一
- 音効：安原裕人
- ヘアメイク：大沢香織
- ロゴデザイン：久保田将司
- 技術協力：Ray/McRAY　CG、MARU、grasp
- 宣伝：二之形昌弘、藤舘祐介
- スチール：桜井秀明
- AD：森脇淳一、徳重帆奈美
- 制作進行：片岡邦夫
- 企画協力：魚住誠一、すれちがい美女
- 演出・ディレクター：鈴木克彰、菊池謙太郎、伊基公袁
- 協力プロデューサー：近藤貴幸、小式澤郁
- プロデューサー：藤山高浩、高橋正幸（東京メトロポリタンテレビジョン）、梅野麻未
- チーフプロデューサー：櫻井雄一
- 企画・制作：ソケット、プログレス
- 製作著作：アービング、TOKYO-MX